# Mirosław Noculak
Mirosław Noculak (ur. 30 lipca 1951 w Szubinie) – polski trener i działacz koszykarski, komentator spotkań koszykarskich (Canal+ Sport, Polsat Sport, Wizja Sport, TVP).

## Życiorys
Jest absolwentem Akademii Wychowania Fizycznego Józefa Piłsudskiego w Warszawie, w której rozpoczął karierę trenerską jako asystent Janusza Matusewicza w I lidze kobiet. Kolejnym krokiem w jego karierze było samodzielne poprowadzenie drużyny w II lidze. W latach 1984–1988 pełnił funkcję szkoleniowca grup młodzieżowych Polonii Warszawa. W 1987 wraz z nią zdobył wicemistrzostwo Polski kadetek oraz w 1988 mistrzostwo Polski juniorek.
W latach 1976–1999 współpracował z Polskim Związkiem Koszykówki w pionie żeńskim. W połowie lat 80. został głównym trenerem reprezentacji Polski na Mistrzostwach Europy kadetek (U-16) w Gorzowie Wielkopolskim oraz Timișoarze, w Rumunii.
Od 2014 do 2019 był selekcjonerem kadry Polski w koszykówce 3×3.
Młodszym kibicom koszykówki znany jest głównie jako komentator telewizyjny, a także dyrektor sportowy GTK Gdynia. Na ławkę trenerską powrócił w maju pełniąc funkcję szkoleniowca BI Gdynia, który zmagał się z trudnościami finansowymi, jednocześnie zastępując Javiera Forta Puente.

## Osiągnięcia
Trener BI Gdynia (2012)
Trener Noteci Inowrocław - ekstraklasa (2002/04)
Trener Unii Tarnów - ekstraklasa (1997/98)
Trener Dojlidy Białystok - ekstraklasa (1995/96) 
Trener Provide Włocławek - awans z III ligi do ekstraklasy (1990/92)
- Awans do II ligi z Instalem Białystok (1990)
- Mistrzostwo Polski juniorek (1988)
- Wicemistrzostwo Polski kadetek (1987)
- Trener kadry Polski kadetek na mistrzostwach Europy U–16 (1987 – 12. miejsce, 1989 – 10. miejsce)